# Lindsey Davis
Lindsey Davis es una escritora inglesa de novelas de intriga ambientadas en la antigua Roma.

## Biografía
Nació en Birmingham en 1949 y estudió Literatura inglesa en Oxford, aunque como la arqueología le había fascinado siempre, estuvo a punto de estudiar historia. Una de sus novelas románticas fue finalista en 1985 del Premio Georgette Heyer, lo que le animó a desechar cualquier posibilidad de buscar un trabajo más convencional y apostarlo todo para convertirse en escritora. Le llevó tres años. Sobrevivió gracias al programa gubernamental de subsidios para los emprendedores. Fue cocinera de una empresa de asesores fiscales. Le sigue divirtiendo mucho investigar, documentarse y buscar el detalle histórico que aporta colorido a la ambientación de la época. Le divierten los rasgos de humor que se manifiestan en la Roma imperial y que aspira a transmitir al lector en sus novelas. Su más célebre creación es el investigador privado Marco Didio Falco, del que ya lleva escritas veinte novelas.
Tras Némesis, la 20.ª novela de Falco, parece que Lindsey Davis se tomará un tiempo de descanso con este personaje. Para marzo de 2012 está prevista la publicación de Master and God, una novela ambientada en el reinado de Domiciano.
Desde 2013, Davis ha iniciado una nueva saga, protagonizada por Flavia Albia, hija adoptiva de Marco Didio Falco y Helena Justina, y que transcurre en Roma. Albia sigue los pasos de su padre como investigadora privada. La primera novela de la serie, Los idus de abril, sucede en el año 89 d. C., en pleno reinado del emperador Domiciano. 

## Obra

### Serie de Marco Didio Falco
En España las novelas han sido editadas todas por Edhasa. 
(Entre paréntesis: títulos originales)
- I.- La plata de Britania (The Silver Pigs).
- II.- La estatua de bronce (Shadows in Bronze).
- III.- La Venus de cobre (Venus in Copper).
- IV.- La mano de hierro de Marte (The Iron Hand of Mars).
- V.- El oro de Poseidón (Poseidon's Gold).
- VI.- Último acto en Palmira (Last Act in Palmira).
- VII.- Tiempo para escapar (Time to Depart).
- VIII.- Una conjura en Hispania (A Dying Light in Corduba).
- IX.- Tres manos en la fuente (Three Hands in the Fountain).
- X.- ¡A los leones! (Two for the Lions).
- XI.- Una virgen de más (A Virgin too many).
- XII.- Oda a un banquero (Ode to a Banker).
- XIII.- Un cadáver en los baños (A body in the Bath House).
- XIV.- El mito de Júpiter (Jupiter's Myth).[2]
- XV.- Los fiscales (The Accusers).[3]
- XVI.- En busca de Infamia (Scandal takes a Holiday).[4]

- XVII.- Ver Delfos y morir (See Delphi and Die).
- XVIII.- Las Saturnales (Saturnalia).
- XIX.- Alejandría (Alexandria).[5]
- XX.- Némesis (Nemesis).[6][7]

Al terminar el 20º volumen de la serie, Lindsey David publicó Falco. The Official Companion, editado en España como Marco Didio Falco. La guía oficial (Edhasa, 2011).

### Serie de Flavia Albia
- The Ides of April (2013); traducción española: Los idus de abril (Edhasa, 2014).[8]
- Enemies at Home (2014); traducción española: El enemigo en casa (Edhasa, 2015).[9]
- Deadly Election (2015). traducción española: Mater familias (Ediciones B, 2016).
- The Graveyard of the Hesperides (2016); traducción española: El cementerio de las Hespérides (Ediciones B, 2017).
- The Third Nero (2017); traducción española: El falso Nerón (Ediciones B, 2018).
- Pandora's Boy (2018); traducción española: La caja de Pandora (Ediciones B, 2019).
- A Capitol Death (2019).
- The Grove of the Caesars (2020).[10]
- A Comedy of Terrors (2021).
- Desperate Undertaking (2022).
- "Fatal Legacy" (2023)
- "Death on the Tiber" (2024)
- "There will be bodies" (2025)

### Otras novelas
- The Course of Honour (1998); traducción española: La carrera del honor (Edhasa, 2003).
- Rebels and Traitors (2009); traducción española: Rebeldes y traidores (Edhasa, 2012).[11][12]
- Master and God (2012); traducción española: Domiciano. Dominus et Deus (Edhasa, 2013).[13][14]
- A Cruel Fate (2014).[15]

### Novelas cortas
- The Spook Who Spoke Again (2015).
- Vesuvius by Night (2017).
- Invitation to Die (2019).

## Premios
- Ganadora del e Author's Club Prize for "Best First Novel" en 1989 por La plata de Britania.
- Ganadora del Crime Writers' Association (CWA): Dagger in the Library por ser una autora "cuyo trabajo ha proporcionado un enorme placer" a los lectores en 1995.
- Ganadora del primer premio Ellis Peters Historical Dagger concedido por el Crime Writers' Association en 1999 for ¡A los leones!.
- ganadora del Sherlock Award for the Best Comic Detective en 2000.
- Ganadora del Premio Colosseo en 2010, concedido por la ciudad de Roma a alguien que ha "enaltecido la imagen de Roma en todo el mundo"
- Ganadora del Cartier Diamond Dagger en 2011, concedido por la Crime Writers' Association.
- Ganadora del Premio de Novela Histórica Barcino en 2013, concedido por el Ayuntamiento de Barcelona.
- Ganadora del Premio ‘Ivanhoe’ del Certamen de Novela histórica de Úbeda.